# Joe Taylor Creek
Der Joe Taylor Creek ist ein kurzer Fluss im Toledo District in Belize.

## Verlauf
Der Joe Taylor Creek entspringt an den Anhöhen westlich von Punta Gorda, am Rande der Küstenebene. In der Nähe der Quellen verläuft die New Road vom Southern Highway im Norden nach Punta Gorda. Der Fluss verläuft in weiten Windungen nach Osten und mündet bald zwischen Punta Gorda und Hopeville ins Karibische Meer.